# Ali Doğan

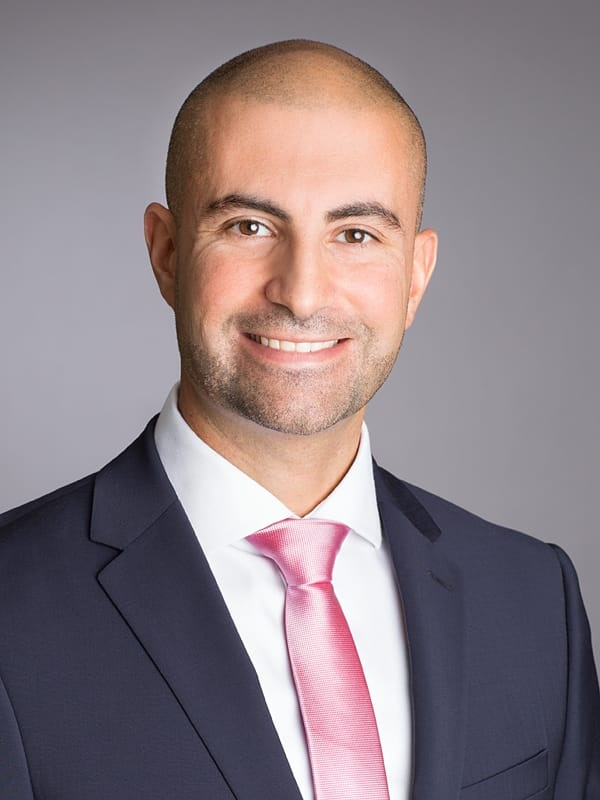
Ali Doğan (November 2018)

Ali Doğan (* 18. Mai 1982 in Herford) ist ein deutscher Politiker (SPD) mit alevitisch-türkischen Wurzeln. Am 29. Januar 2023 wurde Doğan zum Landrat des Kreises Minden-Lübbecke gewählt. Als Generalsekretär der Alevitischen Gemeinde Deutschland (Almanya Alevi Birlikleri Federasyonu, AABF) vertrat er von 2012 bis 2015 die zweitstärkste Religionsgemeinschaft innerhalb der religiös gebundenen türkeistämmigen Migranten.

## Leben
Ali Doğan machte das Abitur am Widukind-Gymnasium Enger. Er studierte in den Jahren 2002 bis 2006 Rechtswissenschaften an der Universität Bielefeld. Sein 2. Staatsexamen legte er 2009 ab und ist seitdem Volljurist. Von Juli 2010 bis Mai 2016 war Doğan im Ministerium für Arbeit, Integration und Soziales des Landes Nordrhein-Westfalen als Beamter tätig. Er war unter anderem persönlicher Referent der damaligen Staatssekretärin für Integration Zülfiye Kaykin.
Ali Doğan ist verheiratet und Vater von zwei Kindern. Er lebt mit seiner Familie in Minden. Sein Bruder Can-Kasim Doğan ist Geschäftsführer des Rheda-Wiedenbrücker Wohnmobil-Unternehmens Westfalia Mobil.

## Politisches Engagement

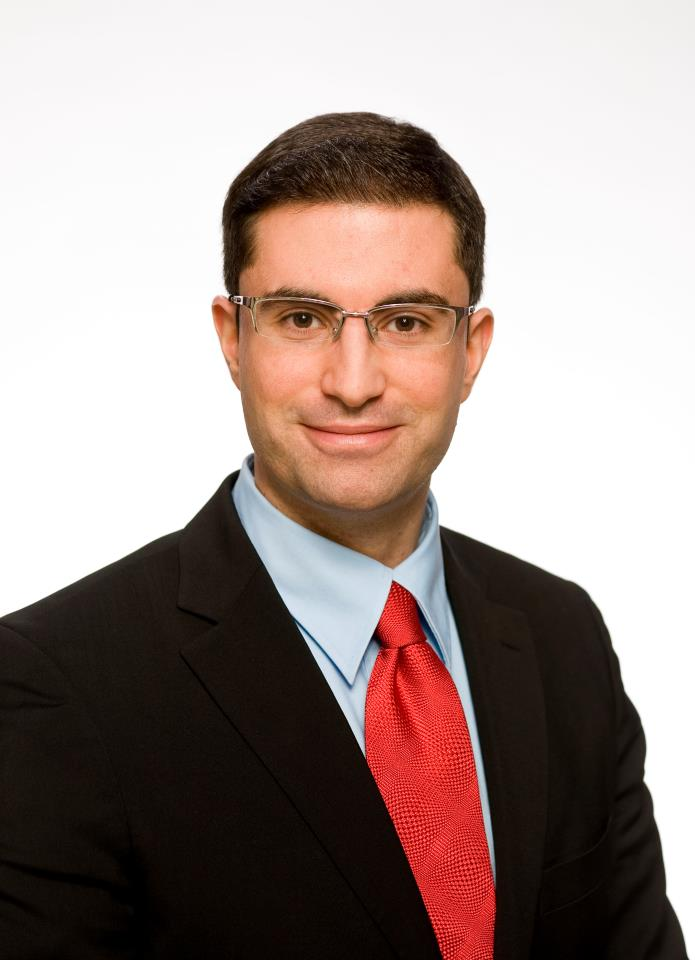
Ali Doğan (2012)

Doğan war bis Mai 2016 kooptiertes Landesvorstandsmitglied der SPD Nordrhein-Westfalen. Zuvor war er Referent des Landesverbands. Von 2009 bis 2011 war Doğan Mitglied des Kreistages des Kreises Herford. Dort saß er dem Integrations- und Gleichstellungsausschuss vor. Darüber hinaus war er von 2015 bis 2017 Mitglied im Stadtrat von Königswinter, wo er im Planungs- und Umweltausschuss sowie im Ausschuss für Soziales, Generationen und Integration aktiv war. Seit 2017 war er Sozialdezernent der Stadt Sankt Augustin. Im November 2020 wurde er zum Ersten Beigeordneten der Stadt ernannt. Bei der Landratswahl im Kreis Minden-Lübbecke im Januar 2023 trat Doğan als Kandidat der SPD an. Nachdem er im ersten Wahlgang zunächst noch keine absolute Mehrheit erreichen konnte, aber mit 48,48 % die meisten Stimmen erhielt, konnte er sich bei der Stichwahl mit 55,82 % durchsetzen. Er wird auch als der erste Landrat in Deutschland mit Einwanderungshintergrund bezeichnet.
Von Mai 2013 bis April 2015 war er stellvertretender Vorsitzender der Bundesarbeitsgemeinschaft Migration und Vielfalt der SPD. Doğan war bis Mai 2016 auch Vorsitzender der Arbeitsgemeinschaft Migration und Vielfalt der SPD Nordrhein-Westfalen.

## Ehrenamtliches Engagement
Von November 2014 bis November 2016 war Doğan Stellvertretender Vorsitzender des Informations- und Dokumentationszentrum für Antirassismusarbeit mit Hauptsitz in Düsseldorf. Hier setzte er sich für die Antirassismusarbeit in Kinder- und Jugendverbänden ein.
In den Jahren 2011 und 2012 war Ali Doğan ehrenamtliches Vorstandsmitglied des Landesjugendrings Nordrhein-Westfalen, wo er sich insbesondere auch für die Integration der Vereine junger Menschen mit Migrationshintergrund in die Jugendringsarbeit starkmachte.
Zwischen 2008 und 2011 war er als E-Mentor für Schulen ans Netz aktiv. Hier unterstützte Doğan junge Menschen in ihrem schulischen/beruflichen Werdegang.
Seit 2012 ist er außerdem Mitglied der Arbeiterwohlfahrt.
Im Rahmen eines Projekts der Bertelsmann Stiftung wurde Doğan im Buch „Aufgeben ist nicht mein Weg“ als einer von zwölf jungen Migranten in Deutschland porträtiert.
Ali Doğan war bis März 2015 Generalsekretär der Alevitischen Gemeinde Deutschland. Zuvor war Doğan von 2008 bis 2010 Bundesvorsitzender des Bund der Alevitischen Jugendlichen in Deutschland. Sein Ehrenamt innerhalb der alevitischen Gemeinde begann Doğan bei der Alevitengemeinde Bünde und Umgebung e. V., wo er von 2006 bis 2009 Vorsitzender war.
Als Vertreter der Alevitischen Gemeinde Deutschland e. V. war Doğan Teilnehmer der Deutschen Islamkonferenz 2013, die von Bundesinnenminister Hans-Peter Friedrich geleitet wurde. Nach der letzten Sitzung des Plenums der Deutschen Islamkonferenz äußerte sich Doğan kritisch über die Sitzungsleitung durch Bundesinnenminister Friedrich. Die Aufgabe der Islamkonferenz sei Friedrich „aufgedrückt worden“, so Doğan, so dass die Zusammenarbeit mit ihm schwierig sei. Zudem vertrat Doğan die in Deutschland lebenden Aleviten bei dem Integrationsgipfel der Bundeskanzlerin. Doğan vertritt eine kritische Haltung gegenüber den islamistischen und extremistischen Kräften innerhalb der in Deutschland lebenden Muslime. So bezeichnete er die Haltung, dass keine Probleme innerhalb der muslimischen Gemeinden vorhanden seien, in einem Interview mit dem Kölner Stadt-Anzeiger als „verlogen“ und stellte fest, dass auch in solchen Kreisen Homophobie und Antisemitismus verbreitet seien.

## Positionen und Stellungnahmen
Doğan gilt als Kritiker der vom islamischen Gelehrten Fethullah Gülen geprägten Gülen-Bewegung und der derzeitigen islamisch-konservativen Regierung der Türkei. Anfang 2013 kritisierte Doğan in einem Artikel der Tageszeitung Die Welt, dass der türkische Ministerpräsident Erdoğan „religiöse Minderheiten bekämpfen“ würde. In den Jahren 2012 und 2013 meldete Doğan für die Alevitische Gemeinde Deutschland mehrere Großkundgebungen gegen den türkischen Ministerpräsidenten Erdoğan an. Bei einer von der Alevitischen Gemeinde unter Doğan organisierten Demonstration gegen die Verleihung eines Friedenspreises an Erdoğan sagte Doğan vor etwa 25.000 Teilnehmern: „Wir fühlen uns nicht von Erdoğan repräsentiert. Er ist ein lupenreiner Antidemokrat, der keinen Preis für Humanismus und Geradlinigkeit bekommen darf.“
Bei einer weiteren von Doğan organisierten Großkundgebung gegen die Politik der türkischen Regierung kamen am 22. Juni 2013 in Köln auf dem Heumarkt nach Polizeiangaben ca. 30.000–40.000 Demonstranten auf Anmeldung der Alevitischen Gemeinde zusammen.

## Auszeichnungen
Für sein ehrenamtliches Engagement in diversen Nichtregierungsorganisationen erhielt Ali Doğan 2010 den Publikumspreis des Deutschen Engagementpreises. Das Preisgeld in Höhe von 10.000,00 EUR spendete Doğan Integrationsprojekten.